# Svedjebrug
Svedjebrug (svensk: svedjebruk) er en landbrugsdrift, hvor man kun opdyrker jorden enkelte år.
Året før fælder man nogle af træerne i skoven, særligt de mest skyggende træer såsom lind og gran, så veddet er tørt og kan brændes af, inden man sår kornet.
Det hævdes, at svedjebrug kan give 60 fold, men så skal kornet også stå spredt, og der går århundreder, før man kan få 60 fold på den samme jord igen.
Man regnede med, at over 3 fold var det normale, før man fik gødning, og 25 fold er normalt i dag.

## Udbredelse
Svedjebrug synes at have haft almindelig udbredelse overalt, hvor skovstrækninger under primitive forhold optoges til dyrkning. For sine første famlende forsøg på egentlig agerdyrkning har mennesket haft ret vanskeligt ved at finde en passende jordbund, når ikke vandet eller ilden i forvejen havde brudt de vilde planters stærke herredømme. De rigeste kulturer opstod, hvor store floders periodiske oversvømmelse frembød en nøgen og velgødet jordbund; fattigere og mere spredt blev bebyggelserne, hvor mægtige skovbrande havde raset, skørnet bunden, og i form af aske og kulstumper efterladt en let tilgængelig plantegødning. Senere lærte man at bruge de to naturforeteelser som mere regelmæssige hjælpere ved planteavlen.
Indfødte afrikaneres intense plantekultur (bananer med mere) var tidligere et ofte stedskiftende svedjebrug, og samme system er blevet drevet af Indiens befolkning, de mørkhudede bjergstammer (til stor skade for den indiske skovkultur). Også hos Syd- og Mellemamerikas jorddyrkende folk fandt svedjebrug udstrakt anvendelse. I Europa er svedjebrug nu forsvundet, men helt frem til midten af det 20. århundrede blev det drevet i Nordruslands skovegne, særlig hvor folk er af finsk herkomst, som i Karelens bygder.

## Fremgangsmåden
Skoven fældes, og efter et eller flere års forløb, når veddet er fuldstændig tørt, afbrændes feltet efter gammel hævdvunden fremgangsmåde. Rug er gerne den første udsæd, den sås tyndt: "Fire korn under en barksko", som det finske mundheld lyder, og giver en umådelig rig afgrøde, derefter tages sæd efter sæd uden gødning, så længe udsæden lønner sig, hvorefter det fremvoksende vildgræs endnu kan give en mager høslæt og en mulig eftergræsning. Først når jorden er fuldstændig udpint, får feltet lov til atter at "springe i skov", for efter en menneskealders forløb igen at blive modent til "opdyrkning".

## Forsøg på at stoppe svedjebrug
I Sverige søgte allerede kong Albrecht at hæmme denne frygtelige og farlige rovdrift, og Christian 4.s love om "bråtebrænding" i Norge afgiver en meget interessant læsning. Fra Danmark haves få eller ingen data om den egentlige brandkultur. Enkelte af vore gamle stednavne turde dog vidne om denne fremgangsmåde: Maglebrænde og Lillebrænde på Falster og Vejenbrød i Nordsjælland (-brød = bråte).
At svedjebrug i en ikke fjern fortid dreves i det gamle Østdanmark, bevidnes af de tre fällekratter fra Halland, som ejes af Dansk Folkemuseum i Kongens Lyngby, yderst simple håndredskaber, som brugtes på brandfeltet omkring sten og stubbe, hvor hest og harve ikke kunne færdes.
Mens svedjebrug forsvandt i Danmark, fortsatte dets afledte varianter, markafbrænding og hedeafbrænding, helt op til anden halvdel af det 20. århundrede, hvor man af miljøhensyn forbød det. I nogle lande, blandt andet Estland, er afbrænding fortsat tilladt i det tidligste forår, og da står landet mange steder i flammer.
Frem til 1600-tallet stillede myndighederne sig ret positive til svedjebruget som en måde at øge dyrkningsområderne og kolonisere ubebyggede egne på. Men gradvis blev svedjebruget en konkurrent til den fremvoksende industris behov for tømmer og brænde. Brandrisikoen var også betydelig. I 1665 skrev fogeden i Solør: "Skogfinnene Hugger likesaavel di bedste som di udygtige Trær til deres Roug og Roesæd: overfarer saa det ganske Land, rotter sig sammen til 20, 30 og mere, saa di ere nu formidabel for Almuen." 
Den norske samfundsforsker Eilert Sundt,  som besøgte Finnskogen, skriver: "Til Forskjel fra de nordenfjeldske Finner eller Lapperne kaldte eldre Skribenter disse agerdyrkende Nybyggere gjerne Skovfinner eller Rugfinner, og når de omtalte dem, skede det for det meste med megen Ugunst. I en "Relation om Norges Riges Tilstand i Aaret 1699" heter det om dem: "De ere det allerskadeligste Ukrudt for landet, som nogentid navnes kan...;have de på mange mile oppbrendt de skjønneste og bedste skove til deres rug- og nepebråder, betjenterne til en ringe profit, men Kongen, landet og innbyggerne til aller største skade, thi i Ufreds Tider ere de ikke alene de allerstørste Espioner, men òg, som de vide alle Gjenveie og Stier i Skovene, saa maa hver fattig Mand frygte sig for deres Overfald, Røven og Tyveri."" 
I svensk skovlov fra 1664 forbød man svedje i almindingen. Man talte om de, "som komma på skogarna strykande och utan uttrycklig lov och minne antingan där svedja eller sig nedsätter, dem skola man fritt söka fånga och såsom andra skadedjur beflita sig om att avskaffa.". Statsmagten syntes ikke om, at det var meget svært at kontrollere og beskatte svedjebruget. Nogle år efter en svensk skovlov fra 1734, forfattede en skånsk rigsdagsmand et klageskrift, hvor han påpegede lovens urimelighed: Ville han starte en svedje, måtte han først gå tres km til tinget; anmode om, at nogen fra statens jægerforvaltning kunne komme og besigtige svedjen; gå tres km tilbage; afvente besøget; og derefter gå tres km til tinget igen med den skriftlige godkendelse. Hvis udfaldet så var positivt, kunne bonden opsøge landshøvdingen og afvente dennes ordre til jægerbetjenten. Så først kunne svedjen antændes. 
I virkeligheden fortsatte bønderne som før frem til 1800-tallet. Da Christian Molbech var på rejse gennem Småland i 1812, bemærkede han et særpræget landskab, som han skildrede som typisk svensk eller norsk. Sæden voksede frodigt midt i et afbrændt landskab. Han undredes over, hvordan sæden i disse afbrændte egne kan "ligesom voxe frem af den nøgen Steen." Landskabet var i sort og frodigt grønt - uden nåleskov. 